# Mohamed Benyettou
Mohamed Benyettou (tiếng Ả Rập: محمد بن يطو; sinh ngày 1 tháng 11 năm 1989 ở Mohammadia, Mascara) là một cầu thủ bóng đá người Algérie. Anh thường chơi ở vị trí tiền đạo cho Al-Fujairah.

## Sự nghiệp câu lạc bộ

### ES Sétif
Vào tháng 6 năm 2014, Benyettou ký bản hợp đồng 2 năm với ES Sétif. Một tháng sau, anh ra mắt cho câu lạc bộ trước Ahly Benghazi tại vòng bảng của CAF Champions League 2014, vào sân từ phút thứ 68 thay cho Abdelmalek Ziaya.

### Al-Shabab
Vào tháng 1 năm 2016, Benyettou gia nhập câu lạc bộ tại Giải bóng đá vô địch quốc gia Ả Rập Xê Út Al Shabab.

## Danh hiệu
ES Sétif
- CAF Champions League (1): 2014
- CAF Super Cup (1): 2015
- Algerian Ligue Professionnelle 1 (1): 2014–15